# Aeroporto de Santa Maria
Aeroporto de Santa Maria är en flygplats i Brasilien.   Den ligger i kommunen Santa Maria och delstaten Rio Grande do Sul, i den södra delen av landet, 1 700 km söder om huvudstaden Brasília. Aeroporto de Santa Maria ligger 87 meter över havet.
Terrängen runt Aeroporto de Santa Maria är platt åt sydväst, men åt nordost är den kuperad. Runt Aeroporto de Santa Maria är det glesbefolkat, med 13 invånare per kvadratkilometer.. Närmaste större samhälle är Santa Maria, 11,8 km väster om Aeroporto de Santa Maria.
Trakten runt Aeroporto de Santa Maria består i huvudsak av gräsmarker.